# 帕萊斯特里納冰川
帕萊斯特里納冰川（英語：Palestrina Glacier）是南極洲的冰川，位於亞歷山大一世島的北部，長20公里、寬15公里，從尼科爾斯雪原流向拉扎列夫灣。冰川由1960年英國南極調查局（FIDS）的Searle 拍攝，1927年到1948年 羅尼南極考察 （RARE）拍攝的空中照片被英國南極洲地名委員會命名為Giovanni da Palestrina。